# DMM RESORTS
株式会社DMM RESORTS (ディーエムエム・リゾーツ、英語: DMM RESORTS Co.,Ltd.)は、沖縄県豊見城市に本社を置く会社。DMM.comグループの1社である。

## 概要
沖縄県豊見城市にある「DMMかりゆし水族館」（2020年5月25日開業）の企画・運営を目的として2018年5月に設立された会社。
メイン事業となる水族館及びエンタテイメント・リゾート関連全般の企画運営だけでなく、映像展示開発部門「Creative Studio Mzo（ムゾウ）」を持つ。

## 沿革
- 2018年
  - 5月 - 株式会社DMM RESORTS設立。
  - 7月24日 - OSC株式会社との業務委託契約の基本合意を締結[2]。
  - 10月8日 - Creative Studio Mzo、株式会社NTTドコモと生放送アニメシステムを共同開発[3]
- 2019年
  - 2月8日 - フューチャークリエーション株式会社と業務提携契約を締結し、2020年4月開業予定の「DMMかりゆし水族館」施設内に従業員向け保育施設設置[4]
  - 3月18日 - 有限会社コノ街デザインと包括連携協定を締結[5]。
  - 4月11日 - 新屋島水族館を運営する日プラ株式会社の子会社である屋島水族館株式会社と連携し、飼育員の教育体制を強化[6]
  - 4月19日 - DMMかりゆし水族館（沖縄県豊見城市豊崎3番）の建設予定地において安全祈願祭を開催[7]
  - 8月21日 - サンゴ養殖施設を運営する有限会社海の種と業務委託契約を締結[8]
  - 8月22日 - Creative Studio Mzo、2019年9月開業する「変なホテル東京 浅草田原町」内にてフロントやロビーの空間演出および映像制作の技術を提供[9]
  - 9月25日 - Creative Studio Mzo、11月2日から3日に六本木ヒルズアリーナで開催される「第32回東京国際映画祭 Virtual×Real×Techライブ ～featuring 直感×アルゴリズム♪～」VRステージの制作協力[10]
- 2020年
  - 1月29日 - 株式会社DMM RESORTSが有限会社東南植物楽園と業務提携契約を締結[11]